# Bolbocerosoma bruneri
Bolbocerosoma bruneri là một loài bọ cánh cứng trong họ Geotrupidae. Loài này được Dawson & Mccolloch miêu tả khoa học năm 1924.